# Haus Kirchplatz 12 (Bad Laasphe)

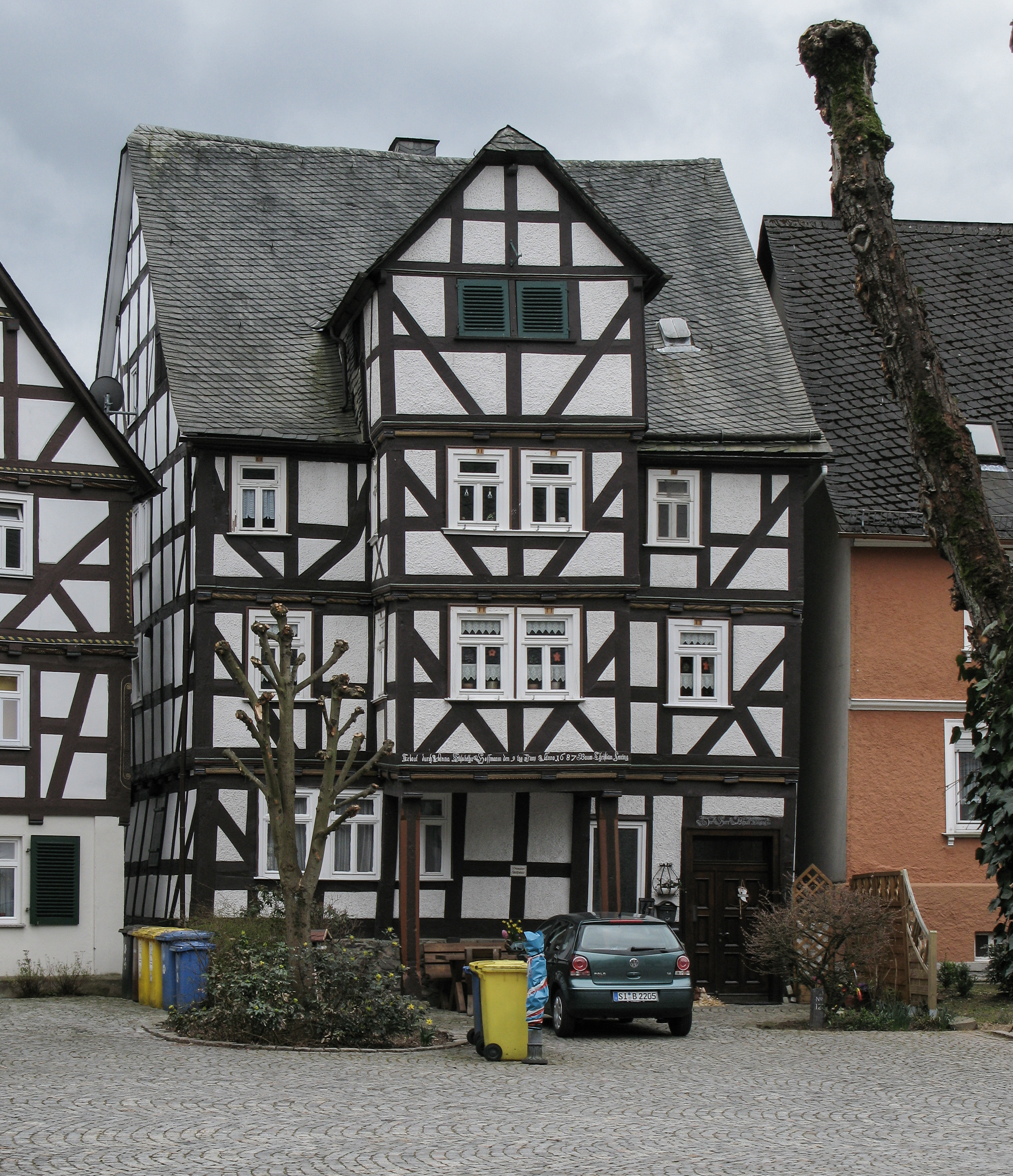
Kirchplatz 12. Das Haus einer Kaufmannswitwe von 1687. Die Hauptfassade nach Norden zeigt einen aufwändigen Erker als Würdemotiv.

Kirchplatz 12.

Kirchplatz 12. Inschrift am Erker.

Kirchplatz 12, Südfassade zur Wallstraße

Das Haus Kirchplatz 12 ist ein seit 1985 unter Denkmalschutz stehendes Fachwerkhaus in der historischen Altstadt von Bad Laasphe, das 1687 als Bürgerhaus der Barockzeit errichtet wurde. Das dreigeschossige Gebäude ist in Ständerbauweise errichtet und besitzt einen in das Dachgeschoss reichenden Standerker.

## Lage
Die heutigen, einer gebogenen Linie folgenden Grundstücke entlang des leicht erhöht auf einer Schotterterrasse des Laasphebaches gelegenen ehemaligen Kirchplatzes von Bad Laasphe führen vermutlich die Randbebauung eines Herrenhofes aus karolingischer Zeit fort. Er wird in einer Quelle von 780 „villa lassaffa“ genannt. Mit der Gründung der Stadt Laasphe im 13. Jahrhundert wurde eine weiter ausgreifende Stadtbefestigung angelegt. Die Grundstücke reichten von der Hausstelle als lange Streifen nach Süden über die Befestigung hinaus in das Vorfeld der Stadt, wo sie als Nutzgärten fungierten. Diese Parzellensituation war an dieser Stelle noch im 18. Jahrhundert erhalten. Das Gebäude Kirchplatz 12 steht heute mit seinen Traufseiten zwischen der später, sicherlich vor dem 16. Jahrhundert parallel zur Stadtmauer angelegten Wallstraße und dem Kirchplatz. Im 17. Jahrhundert war die Nordseite immer noch die Hauptfassade. Auf der Seite des Kirchplatzes ist sie durch einen großen Erker auf zwei Stützen ausgezeichnet.

## Besitzergeschichte
Der erste bekannte Besitzer, der in einem Vorgängerbau wohnte, war der 1599 geborene Kapitänleutnant Jost Hoffmann, der hier bis zu seinem Tod 1651 wohnte. Das Haus und die zugehörigen Grundstücke in der Laaspher Gemarkung war damals auch mit einem Peter Vomhof (Hofius) verbunden, der am östlichen Ende der Königstraße wohnte.
Nach dem Tod Jost Hofmanns übernahm sein Sohn, der 1637 geborene Handelsmann und gräfliche Rentmeister Jost Wilhelm Hoffmann, das Anwesen. Er heiratete vor 1663 Anna Elisabeth Vomhof (Hofius), die nach seinem Tod im Jahr 1676 viele Jahre bis 1718 als Witwe in dem Anwesen wohnte. Das Paar hatte fünf Töchter, von denen die meisten nach Auswärts heirateten.
Am 20. Mai 1683 brannten in dem südöstlichen Stadtviertel viele Häuser nieder, auch das Haus der Witwe Hoffmann. Sie ließ das Haus 1687 in der heutigen Gestalt wieder errichten. Das Haus erhielt am Erker die noch heute sichtbare Inschrift: „Erbaut durch Anna Elisabetha Hoffmann den 9 tag Anno Domini 1687 . Baum/eister/ Christian Feuring“. Zu dem Anwesen gehörte eine Scheune hinter dem Haus zwischen Wallstraße und Stadtmauer, auf die heute eine Lücke in der südlichen Bebauung der Wallstraße hinweist. Eine Scheune innerhalb der Stadtmauer stellte damals ein Privileg dar, das besondere Sicherheit bot, während die Scheunen anderer Bürger aus Platzmangel nach und nach aus der Stadt hinaus verlegt wurden. Der geräumige dreistöckige Neubau weist darauf hin, dass Anna Elisabeth Hoffmann die Handelsgeschäfte ihres verstorbenen Mannes weiterführte.
Das Anwesen und die Grundstücke blieben im Besitz der Erben, bis sie von dem gräflichen Landkommissar Johann Jakob Mengel übernommen wurden, der in dem Haus ab 1734 wohnte. Er hatte 1723 an der Universität in Marburg und 1724 an der Hohen Schule in Herborn studiert und heiratete zuerst 1726 Magdalene Maria Balthasar und nach deren Tod 1747 Alexandra Konkordia Pagenstecher. Das erste Paar hatte fünf Kinder. Mengel musste allerdings 1753 kurz vor seinem Tod das Anwesen aufgrund wirtschaftlicher Schwierigkeiten an Graf Friedrich zu Sayn-Wittgenstein-Hohenstein verkaufen. Das Anwesen bestand damals aus dem Wohnhaus am Kirchplatz, dem Hinterhaus (oder Scheune) an der Stadtmauer und einem sich außerhalb der Mauer erstreckenden Garten mit Häuschen und wurde für 2550 Gulden verkauft.
Da das nun gräfliche Anwesen von da ab nicht mehr in den Lehensregistern geführt wurde, ist nicht klar, wer anschließend dort lebte. Im Untertanenverzeichnis von 1786 wird an dieser Stelle der Kammerdirektor Johann Friedrich Schlosser aufgeführt mit seiner zweiten Frau und einer Magd. Der nächste Bewohner war der höhere Beamte Wilhelm Groos, der sich 1829 zur Ruhe setzte und nach Ebersbach umzog.
Das Haus wurde von Christian Hoch erworben, der öffentliche Abgaben und Steuern einzog. Diese Tätigkeit führte dazu, dass im Zusammenhang mit den revolutionären Ereignissen von 1848 in seinem Haus sämtliche Fensterscheiben eingeschlagen wurden.